# إيان تورنر
إيان تورنر (بالإنجليزية: Iain Turner) (مواليد 26 يناير 1984 في ستيرلينغ - إسكتلندا) لاعب كرة قدم إسكتلندي يلعب حاليا لصالح نادي الدرجة الممتازة إيفرتون الإنجليزي منذ 2003 في مركز حارس مرمى .

## روابط خارجية
- إيان تورنر على موقع قاعدة بيانات كرة القدم.إي يو (الإنجليزية)
- إيان تورنر على موقع Soccerbase.com (لاعب) (الإنجليزية)
- إيان تورنر على موقع Soccerway.com (الإنجليزية)
- إيان تورنر على موقع عالم كرة القدم.نت (الإنجليزية)
- إيان تورنر على موقع كووورة